# Templo da Vênus Genetrix
Templo da Vênus Genetrix (português brasileiro) ou Templo da Vénus Genetrix (português europeu) (em latim: Templum Veneris Genetricis) é um templo, hoje em ruínas, localizado no Fórum de César e dedicado a Vênus Genetrix, deusa da maternidade e da vida doméstica. Ele foi inaugurado em 46 a.C. pelo próprio Júlio César.

## História
O fórum e o templo foram planejados originalmente ainda em 54 a.C. e a construção começou logo depois. Na véspera da Batalha de Farsalos, César prometeu um templo a Vênus Victrix, mas decidiu dedicá-lo a Vênus Genetrix, a mãe de Enéas e um ancestral lendário da gente Júlia. A inauguração ocorreu em 26 de setembro de 46 a.C., o último dia do triunfo de Júlio César. Tanto o templo quanto o fórum foram terminados por Otaviano depois do assassinato de Júlio César em 44 a.C..

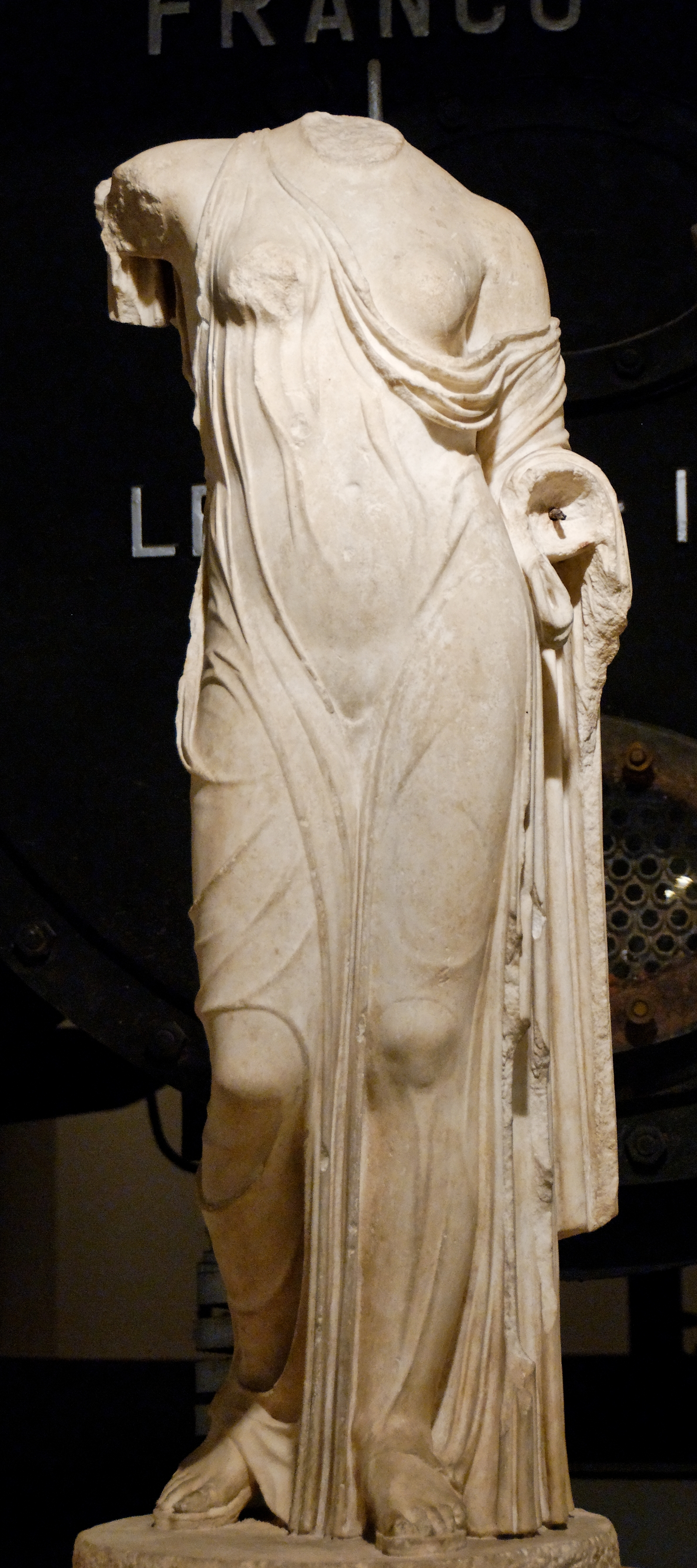
Estátua da Vênus Genetrix preservada nos Museus Capitolinos.

A área toda foi danificada por um incêndio em 80, mas o templo foi reconstruído por Domiciano e restaurado e rededicado por Trajano em 12 de maio de 113. Em 283, o edifício ardeu novamente e foi restaurado por Diocleciano. As três colunas hoje visíveis à beira do Clivo Argentário são desta última reconstrução.

## Estrutura e localização
O templo foi construído em tijolos revestidos de mármore e tinha oito colunas (octastilo) na fachada e mais oito de cada lado, espaçadas entre si por 1,5 diâmetro (picnostilo). O telhado era abobadado. Contudo, o templo apresentava alguns elementos características, como a altura do pódio sobre o qual ele se assentava e a forma de acessá-lo
| “ | O acesso à cela se dava pela circulação através dos arcos laterais subindo por escadas estreitas de cada lado que terminavam na frente do templo; a partir dali, diversos outros degraus da largura da fachada levavam ao nível da cela. | ” |

O Templo da Vênus Genetrix ficava numa extremidade da praça fechada pelo Fórum de César, uma prática copiada pelos romanos dos etruscos e que depois tornou-se uma característica padrão por todo o Império Romano. O edifício estava assentado no que restava da elevação que havia sido escavada e nivelada do monte Capitolino.

## Decoração
Entre os itens encontrados no interior do templo estão uma estátua de Vênus do escultor Arcésilas e várias estátuas de Júlio César. Diversas pinturas gregas de Timômaco sobre Ájax e Medeia, seis coleções de gemas esculpidas, uma couraça decorada com pérolas da Britânia e uma controversa estátua dourada de Cleópatra representada como a deusa Ísis decoravam o interior no passado.
As colunas do templo era da ordem coríntia, incluindo molduras, capiteis e entablamento. Uma dessas molduras era decorada por golfinhos, conchas e tridentes, símbolos representativos da deusa Vênus e do mar.
Finalmente, havia três fontes no local: uma diante da fachada e uma em cada um dos cantos.

## Planimetria
| Planimetria dos fóruns imperiais de Roma |
| --- |
| Pórtico Curvo Pórtico Purpúreo Secretaria do Senado Plano de Mármore Templo da Via Sacra Biblioteca Vico Cúprio Arco de Trajano Arco de Druso Arco de Gêrmanico Pórtico Absidado Quadriga Estátua equestre Fórum de Trajano Mercado de Trajano Biblioteca Úlpia Coluna de Trajano Basílica Úlpia Basílica Argentária Templo de Marte Vingador Templo de Minerva Templo da Paz Fórum de César Templo da Vênus Genetrix Átrio da Liberdade Estátua equestre Fórum Romano Cúria Júlia Basílica Emília Subura Fórum de Nerva Fórum de Augusto Fórum da Paz |